# Parafia św. Jadwigi w Pępowie
Parafia Świętej Jadwigi w Pępowie – rzymskokatolicka parafia w Pępowie, należy do dekanatu krobskiego archidiecezji poznańskiej.
Została utworzona w XII wieku. Mieści się przy ulicy Stanisławy Nadstawek 2.